# St. Joseph (Illinois)
St. Joseph és una vila dels Estats Units a l'estat d'Illinois. Segons el cens del tenia 2.912 habitants.

## Demografia
Segons el cens del 2000, St. Joseph tenia 2.912 habitants, 1.125 habitatges, i 834 famílies. La densitat de població era de 995 habitants/km².
Dels 1.125 habitatges en un 40,1% hi vivien nens de menys de 18 anys, en un 65,4% hi vivien parelles casades, en un 6,9% dones solteres, i en un 25,8% no eren unitats familiars. En el 22,4% dels habitatges hi vivien persones soles l'11,3% de les quals corresponia a persones de 65 anys o més que vivien soles. El nombre mitjà de persones vivint en cada habitatge era de 2,58 i el nombre mitjà de persones que vivien en cada família era de 3,03.
Per edats la població es repartia de la següent manera: un 28,5% tenia menys de 18 anys, un 6,3% entre 18 i 24, un 33% entre 25 i 44, un 21,4% de 45 a 60 i un 10,9% 65 anys o més.
L'edat mediana era de 36 anys. Per cada 100 dones de 18 o més anys hi havia 92,3 homes.
La renda mediana per habitatge era de 53.424 $ i la renda mediana per família de 61.094 $. Els homes tenien una renda mediana de 40.250 $ mentre que les dones 29.450 $. La renda per capita de la població era de 21.381 $. Aproximadament el 2,8% de les famílies i el 4,3% de la població estaven per davall del llindar de pobresa.

## Poblacions properes
El següent diagrama mostra les poblacions més properes.